# Pimelodella robinsoni
Pimelodella robinsoni es una especie de pez de la familia Heptapteridae en el orden de los Siluriformes.

## Morfología
Los machos pueden llegar a alcanzar los 9,7 cm de longitud ltotal.

## Hábitat
Es un pez de agua dulce.

## Distribución geográfica
Se encuentran en Sudamérica: en la cuenca del río San Francisco, en Brasil.